# Lasiopogon trivittatus
Lasiopogon trivittatus là một loài ruồi trong họ Asilidae. Lasiopogon trivittatus được Melander miêu tả năm 1923. Loài này phân bố ở vùng Tân Bắc giới.